# Prabis
Prabis è un settore della Guinea-Bissau facente parte della regione di Biombo.